# お礼商法
お礼商法（おれいしょうほう）とは、業者が相手に何らかの依頼を行い、相手が依頼されたことを行うと、そのお礼として「○○を差し上げます。」「○○をさせて頂きます。」などと言って接近する商法のことをいう。
また、アンケートのお礼の場合は「アンケート商法」ということもある。当選商法に分類されることもある。

## 手口の例
- 掃除機についてのアンケートに協力した。後日、業者が「アンケートのお礼に掃除をさせて頂きます。」といって家に上がり込み掃除をし、その後、しつこく掃除機の勧誘を行ったので、最後には掃除機を買わされた。
- 「浄水器についてのアンケートに協力すると、浄水器が貰える。」という話があるので、アンケートに協力した。実際に浄水器の本体が貰えたが、高価なフィルターを買わされたり、定期点検の契約をさせられた。